# Lista de indulgências plenárias da Igreja Católica
Este artigo contém uma lista de indulgências plenárias concedidas aos católicos anualmente, por ocasião de certas solenidades, festas e memórias do calendário litúrgico. As indulgências plenárias constituem uma liberalidade da Igreja, pelas quais, crê-se, os católicos se livrariam das penas temporais devidas pelos pecados perdoados na confissão. Para lucrar da indulgência, o fiel deverá, em todo caso, confessar-se, comungar em estado de graça e orar pelas intenções do Papa, além de realizar o ato de devoção correspondente à indulgência. Além de aplicáveis ao próprio devoto, as indulgência podem, também, ser destinadas a um falecido, implicando na remissão de suas penas no Purgatório. 

## Indulgências plenárias sem data fixa
- O ano todo, uma vez a cada ano: leitura das sagradas escrituras por pelo menos meia hora.
- O ano todo, uma vez a cada ano: adoração eucarística por pelo menos 30 minutos.
- O ano todo, uma vez a cada ano: Rezar o terço em comunidade ou família.
- Nas sextas-feiras da Quaresma: rezar a Via Sacra diante das estações legitimamente estabelecidas.
- Nas sextas-feiras da Quaresma: rezar o "Olhai-me, ó bom e dulcíssimo Jesus" diante da imagem de Jesus Crucificado.
- Na Quinta-feira Santa, após a Missa da Ceia do Senhor: rezar o Tantum ergo prostrado diante do Santíssimo Sacramento.
- Na Sexta-feira Santa: adorar piedosamente a cruz.
- Na Festa da Misericórdia: rezar qualquer ato de devoção em honra a Divina Misericórdia.[1]
- Primeira sexta-feira de junho: rezar o ato de reparação ao Sagrado Coração de Jesus.
- No dia de Pentecostes: rezar o Veni Creator.
- Qualquer dia do ano: receber a bênção papal Urbi et Orbi, quer presencialmente, por rádio ou televisão.
- Durante o Advento: rezar diante de um presépio publicamente exposto numa igreja franciscana.

## Indulgências plenárias com data fixa
- 1º de janeiro: rezar o Veni Creator.
- 1º a 9 de novembro: rezar por um falecido diante de sua sepultura.[2]